# Schweizer Futsalmeisterschaft 2012/13
Die 7. Schweizer Meisterschaft im Futsal begann am 30. September 2012 und endete am 17. Februar 2013.
Ab dieser Saison gab es drei Spielklasse. Dabei wurde oberhalb der Nationalliga A eine schweizweite Liga erstellt, die Swiss Futsal Premier League (SFPL) mit den acht besten Mannschaften des Landes. In der Nationalliga A gab es weiterhin eine Unterteilung in Ost und West, mit je acht Mannschaften. Die nun drittklassige Nationalliga B bestand weiterhin aus sechs Gruppen mit je acht Teams. Somit gab es in der Schweiz mittlerweile 72 Mannschaften (68 waren es in der Saison zuvor).
Futsal Minerva konnte dabei den Titel verteidigen und den ersten Titel in der neugegründeten SPFL holen. Im Finale wurden die Futsal Maniacs mit 7:2 geschlagen. Somit stieg Futsal Minerva neben den Futsal Löwen Zürich zum Rekordmeister auf mit je zwei Titeln. Benfica Rorschach dagegen war das erste Team, das aus der SFPL in die NLA abstieg.
Den Hattrick in Sachen Torjägerkrone schaffte der Schweizer Nationalspieler Mato Sego von MNK Croatia 97. Nach 2009/10 und 2011/12 sicherte er sich wieder den ersten Platz mit 23 Toren.

## Swiss Futsal Premier League – 2012/13
Durch die neue Liga änderte sich auch der Modus. Die acht Mannschaften traten nun zwei Mal gegeneinander an. Die ersten vier Teams qualifizierten sich für die Playoff-Halbfinals (Hin- und Rückspiel), der Achtplatzierte stieg in die NLA ab.

### Qualifikation Swiss Futsal Premier League
|    | Verein                       | R  | S | U | N  | Tore  | Diff. | Punkte |
| -- | ---------------------------- | -- | - | - | -- | ----- | ----- | ------ |
| 1. | Futsal Minerva (M)           | 14 | 9 | 1 | 4  | 70:51 | +19   | 28     |
| 2. | Futsal Maniacs               | 14 | 8 | 3 | 3  | 70:50 | +20   | 27     |
| 3. | Geneva Futsal                | 14 | 8 | 1 | 5  | 60:56 | +4    | 25     |
| 4. | Futsal Team Fribourg Old Fox | 14 | 7 | 1 | 6  | 55:44 | +11   | 22     |
| 5. | Futsal Löwen Zürich          | 14 | 7 | 1 | 6  | 54:59 | −5    | 22     |
| 6. | Mobulu Futsal Uni Bern       | 14 | 7 | 0 | 7  | 38:46 | -8    | 21     |
| 7. | MNK Croatia 97               | 14 | 4 | 1 | 9  | 62:70 | −8    | 13     |
| 8. | Benfica Rorschach            | 14 | 2 | 0 | 12 | 45:78 | −33   | 6      |

| Legende | Legende    |
| ------- | ---------- |
|         | Halbfinals |
|         | Abstieg    |
| (M)     | Meister    |

|    | Team                         | Minerva | Maniacs | Geneva | Old Fox | Löwen | Mobulu | Croatia | Benfica |
| -- | ---------------------------- | ------- | ------- | ------ | ------- | ----- | ------ | ------- | ------- |
| 1. | Futsal Minerva (M)           |         | 2:10    | 9:4    | 5:2     | 4:3   | 0:3    | 5:2     | 3:1     |
| 2. | Futsal Maniacs               | 5:5     |         | 7:4    | 3:3     | 4:3   | 6:2    | 9:6     | 5:4     |
| 3. | Geneva Futsal                | 2:6     | 4:1     |        | 7:5     | 3:4   | 5:2    | 8:1     | 6:5     |
| 4. | Futsal Team Fribourg Old Fox | 1:0     | 3:2     | 1:2    |         | 13:1  | 3:0    | 5:4     | 6:2     |
| 5. | Futsal Löwen Zürich          | 7:5     | 5:6     | 3:3    | 1:6     |       | 3:1    | 6:2     | 3:1     |
| 6. | Mobulu Futsal Uni Bern       | 1:9     | 2:1     | 6:2    | 5:3     | 2:6   |        | 4:1     | 3:1     |
| 7. | MNK Croatia 97               | 5:7     | 4:4     | 1:4    | 7:2     | 5:8   | 4:1    |         | 14:5    |
| 8. | Benfica Rorschach            | 5:10    | 3:7     | 5:6    | 5:2     | 4:1   | 2:6    | 2:6     |         |

### Playoffs Swiss Futsal Premier League

#### Halbfinals Hinspiele
| Datum    | Zeit  | Heimteam                     | Gastteam           | Resultat |
| -------- | ----- | ---------------------------- | ------------------ | -------- |
| 02.02.13 | 15:00 | Futsal Maniacs               | Geneva Futsal      | 6:1      |
| 03.02.13 | 19:30 | Futsal Team Fribourg Old Fox | Futsal Minerva (M) | 6:7      |

#### Halbfinals Rückspiele
| Datum    | Zeit  | Heimteam           | Gastteam                     | Resultat |
| -------- | ----- | ------------------ | ---------------------------- | -------- |
| 09.02.13 | 16:00 | Geneva Futsal      | Futsal Maniacs               | 8:9      |
| 10.02.13 | 16:00 | Futsal Minerva (M) | Futsal Team Fribourg Old Fox | 5:1      |

#### Final
| Datum    | Zeit  | Heimteam           | Gastteam       | Resultat |
| -------- | ----- | ------------------ | -------------- | -------- |
| 17.02.13 | 15:00 | Futsal Minerva (M) | Futsal Maniacs | 7:2      |